# Oświetlenie sztuczne

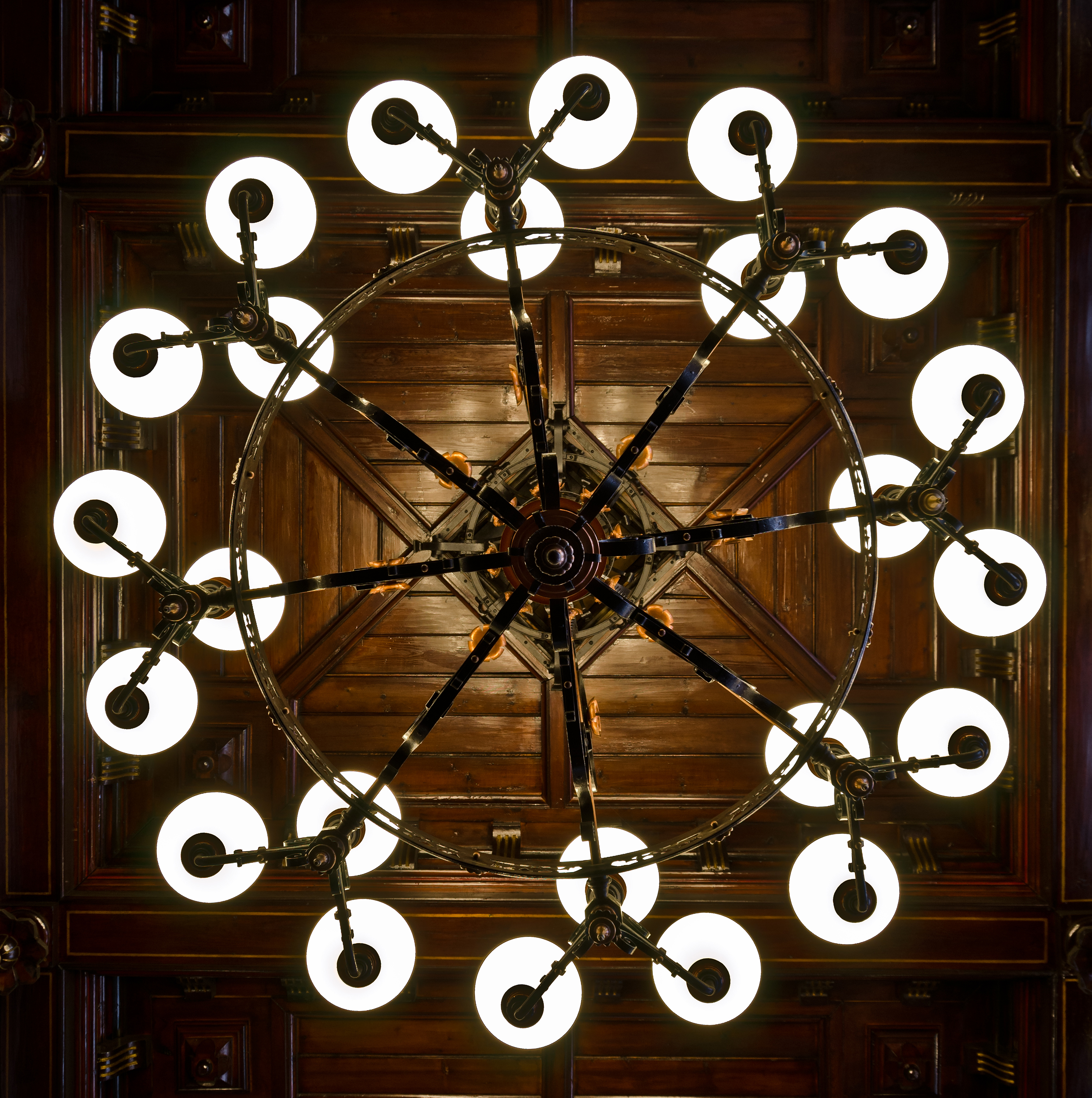
Żyrandol w Ratuszu w Kłodzku

Główne okresy wprowadzania do użytku kolejnych sztucznych źródeł światła:
- Od prehistorii do XVIII wieku
  - ognisko
  - łuczywo
  - pochodnia
  - kaganek
  - świeca
  - lampa olejna

- Wiek XIX
  - lampa naftowa
  - lampa gazowa
  - światło wapienne
  - lampa łukowa
  - żarówka

- Wiek XX
  - lampa fluorescencyjna
  - lampa neonowa
  - lampa rtęciowa
  - lampa sodowa
  - lampa halogenowa
  - lampa plazmowa
  - lampa metalohalogenkowa

- Wiek XXI
  - lampa LED.

## Wpływ oświetlenia na nastrój
Zależnie od temperatury barwowej, różna barwa oświetlenia może inaczej wpływać na samopoczucie ludzi.
- Barwa ciepła (do 3000 K) sprzyja okresowi wypoczynku i relaksu. Zachodzące słońce o temperaturze barwowej 3000 K, jest znakiem dla naszego organizmu do wyciszenia przed snem.
- Barwa neutralna (około 4000 K) jest wartością graniczną między barwą ciepłą a zimną. Najlepiej sprawdza się podczas czytania książki, gdy nie jest wskazane ani pobudzenie, ani relaksacja.
- Barwa zimna (powyżej 5000 K) najlepiej nadaje się do pracy. Barwa sprzyja koncentracji i pobudza do działania. Światło dzienne w czasie słonecznego dnia wynosi około 10000 K.[2]

Wykorzystując temperatury barwowe w mieszkaniu, uzyskujemy możliwość wpływania na samopoczucie, w zależności od przeznaczenia danego pomieszczenia. 